# Палаццо Маттеи ди Джове
Палаццо Маттеи ди Джове (итал. Palazzo Mattei di Giove) — палаццо (дворец) эпохи Возрождения, расположенный в Риме, Италия. Построен в XVI веке. Является самым выдающимся среди группы домов Маттеи — семейства «чёрной знати», давшего Ватикану восемь кардиналов и выстроившего в Риме пять палаццо в квартале, называемом «Островом Маттеи» (Isola Mattei), включая Палаццо Маттеи Паганика (Palazzo Mattei di Paganica), Палаццо Маттеи в районе Трастевере на правом берегу Тибра, а также дворцы Маттеи в Умбрии и Болонье. Чтобы отличать данное палаццо от других, его именуют по названию феодального владения Маттеи: Джове.

## История
Строительство дворца Маттеи в Риме началось в 1598 году по проекту Карло Мадерно и длилось до 1618 года. Основным заказчиком был Асдрубале Маттеи, маркиз ди Джове, и отец Джироламо Маттеи и Луиджи Маттеи. Он также был братом Чириако Маттеи и кардинала Лоренцо Джироламо Маттеи.
Здание палаццо отличается богато украшенным карнизом на довольно простом оштукатуренном фасаде и лоджиями во внутреннем дворе и на крыше (альтане). Для интерьера палаццо Пьетро да Кортоне было поручено выполнить росписи плафонов, датируемых до 1626 года. В оформлении фасадов, двух внутренних дворов и интерьеров были использованы мотивы античности: статуи и бюсты, изображающие императоров Древнего Рима, гермы и маскароны, сюжеты рельефов и росписей, отсылающие к классической истории Греции и Рима.
Как и другие члены семьи Маттеи, Асдрубале Маттеи был страстным покровителем искусств. Знаменитый живописец Микеланджело Меризи да Караваджо жил в этом палаццо в 1601 году. В начале XIX века часть картин из коллекции Палаццо Маттеи ди Джове была приобретена сэром Уильямом Гамильтоном и увезена в Шотландию.
В XX веке дворец был преобразован в центр культурного наследия, и в нём размещается ряд организаций, таких как Центр американских исследований (Center for American Studies).

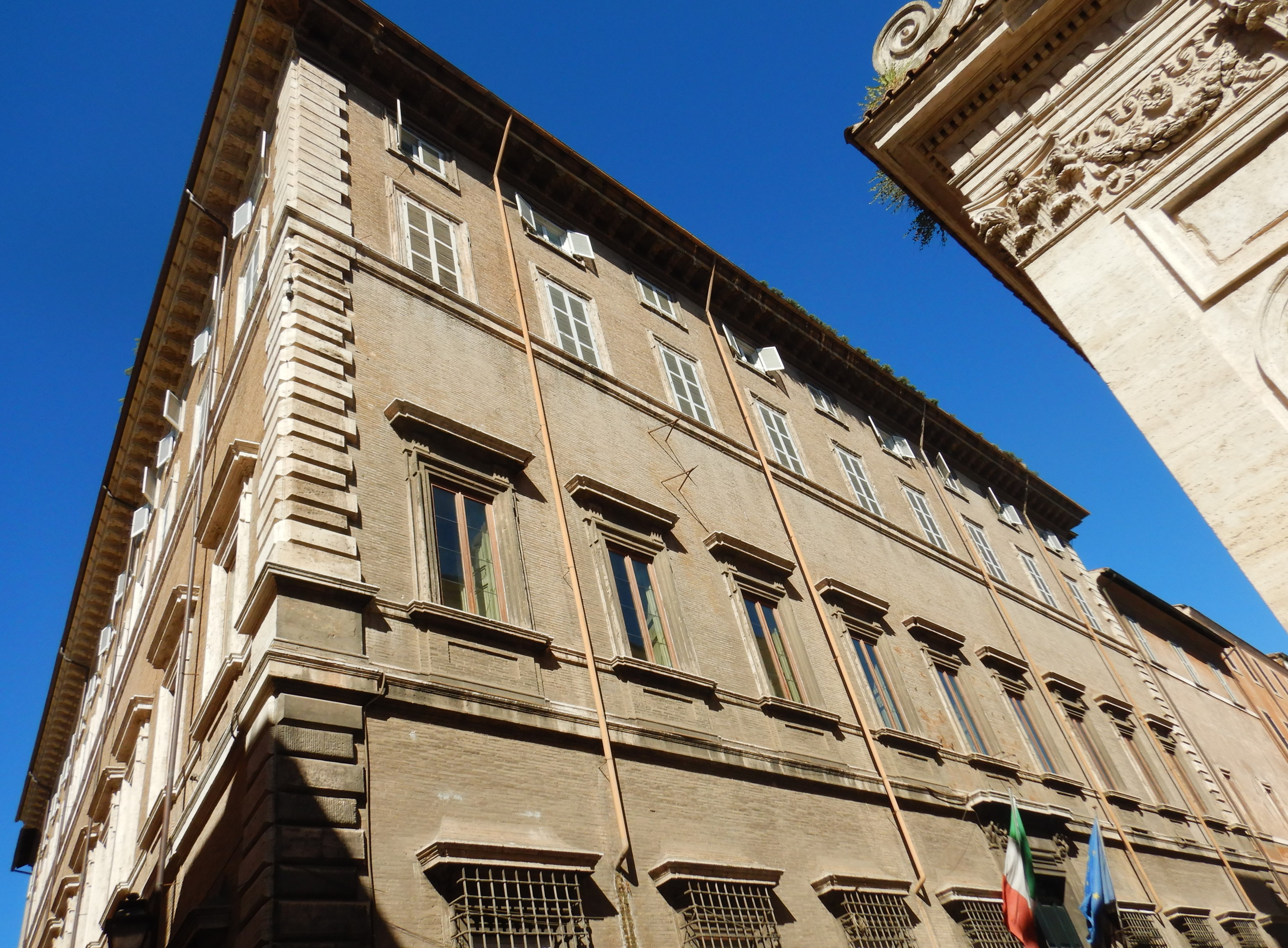
Деталь фасада
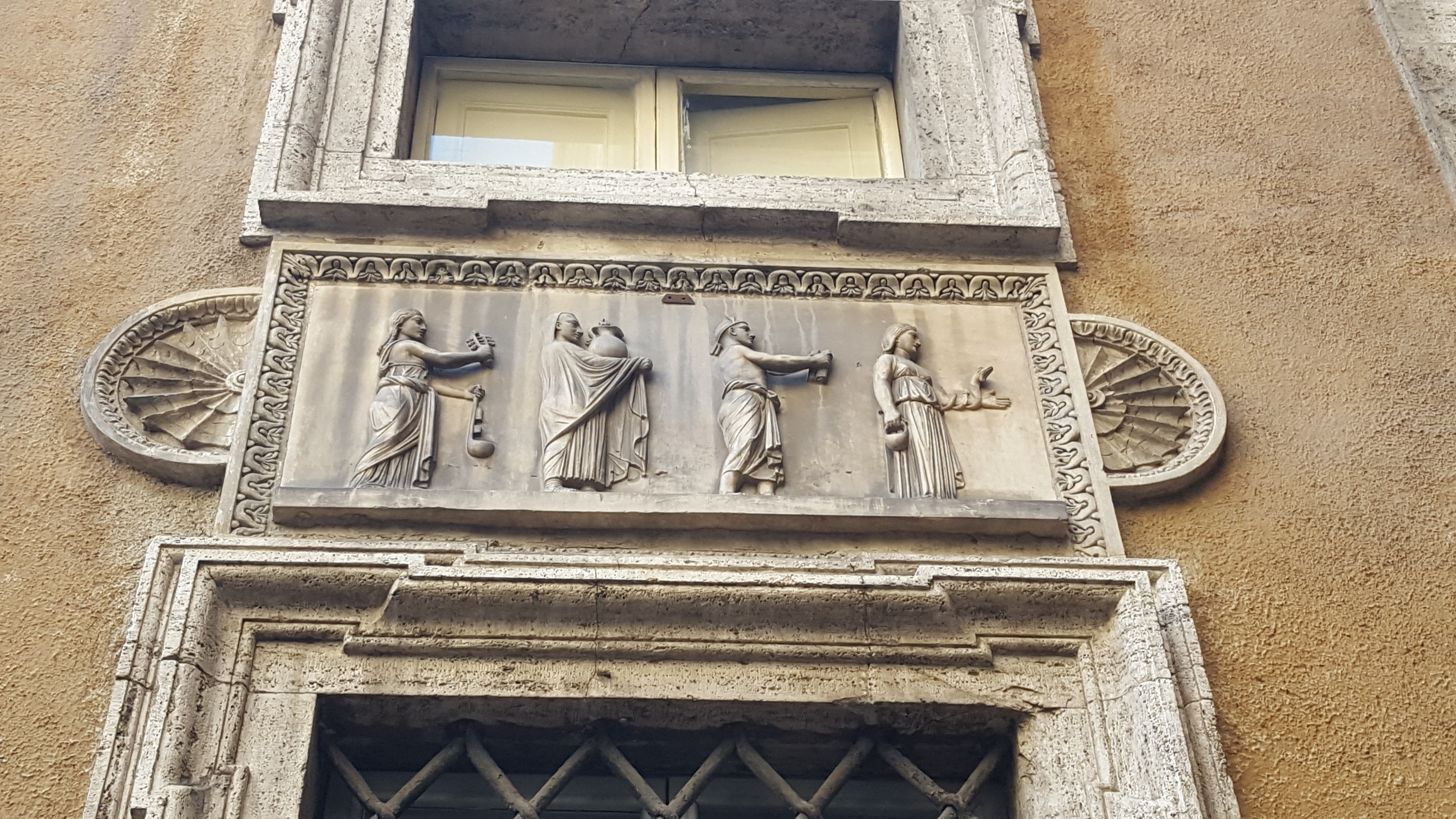
Рельеф фасада
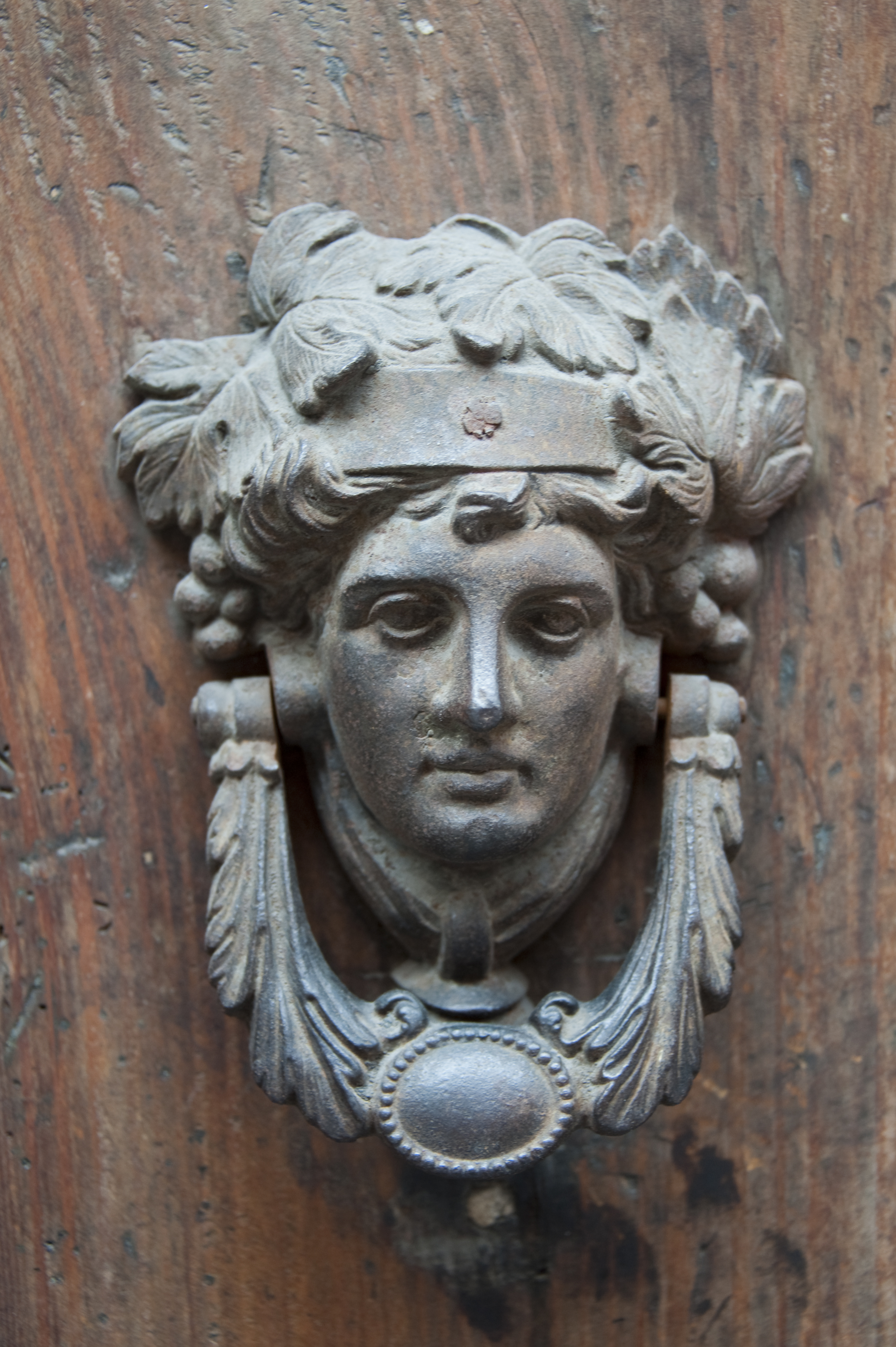
Маскарон
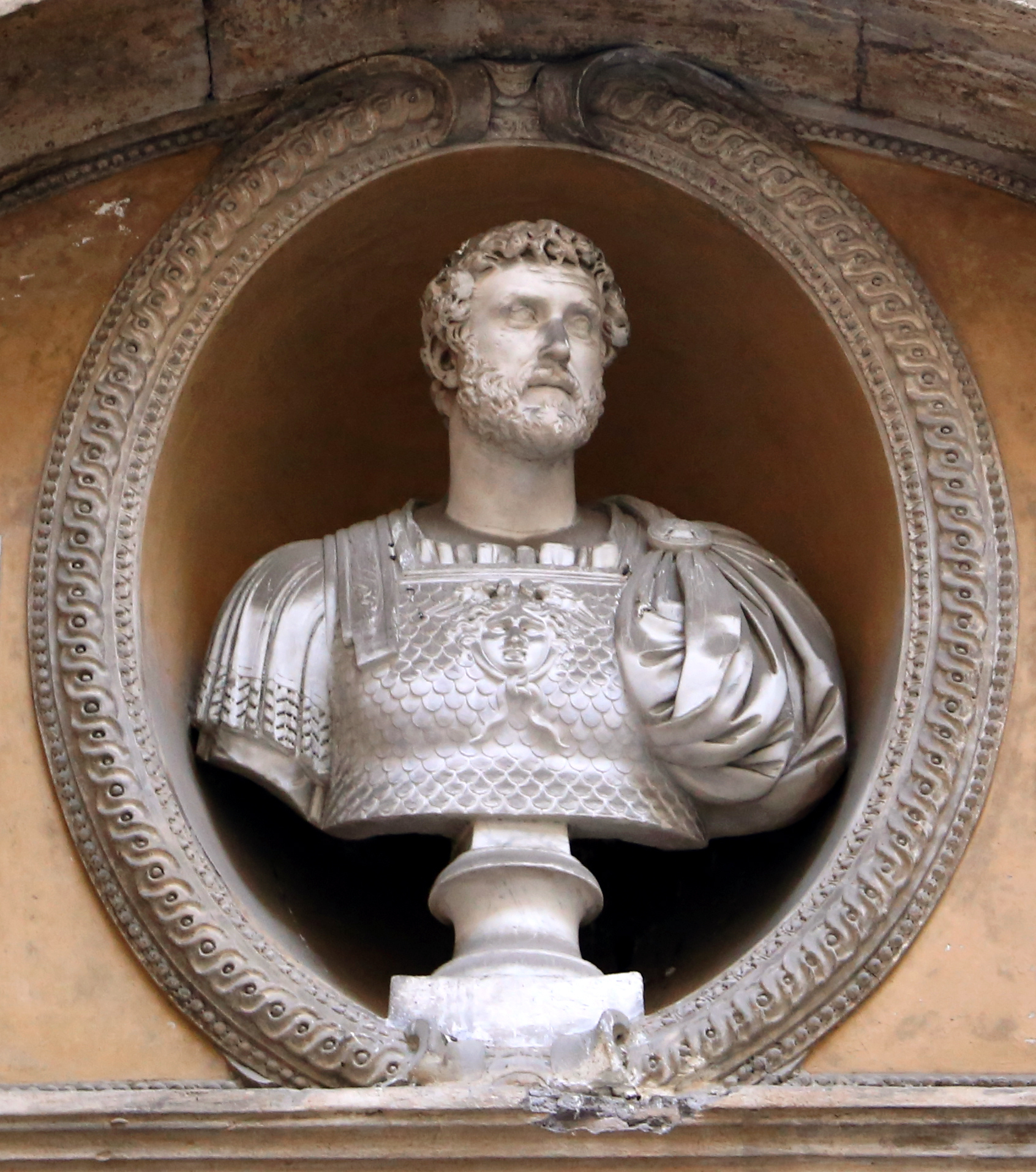
Бюст римского императора Антонина Пия
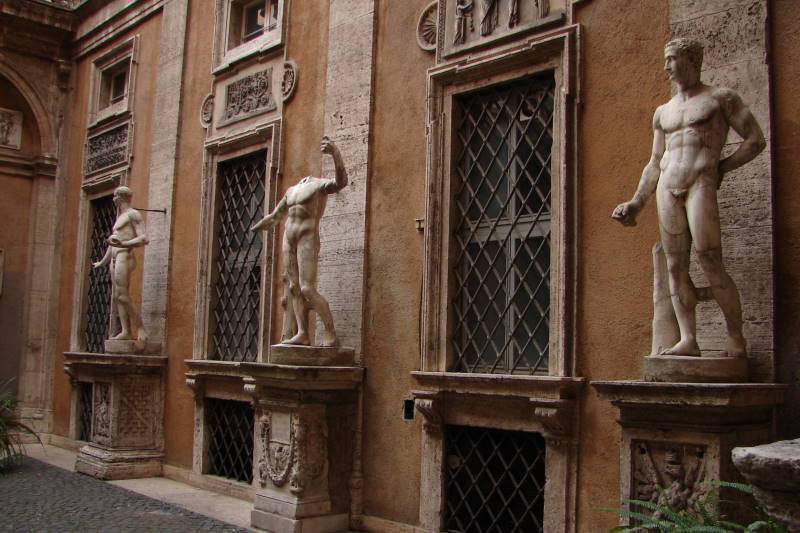
Статуи кортиле (двора)
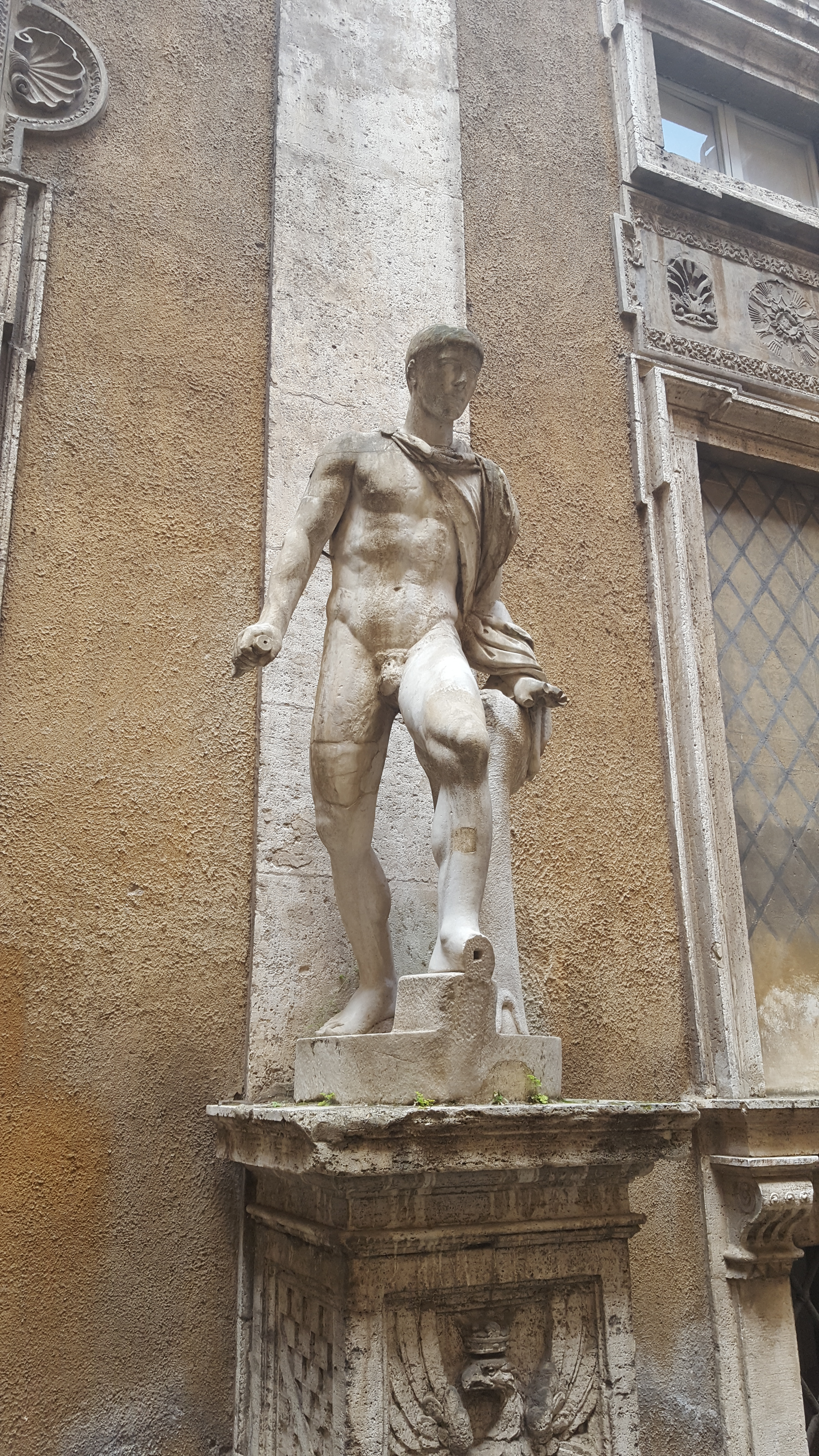
Статуя с портретными чертами императора Юлия-Клавдия. Кортиле палаццо
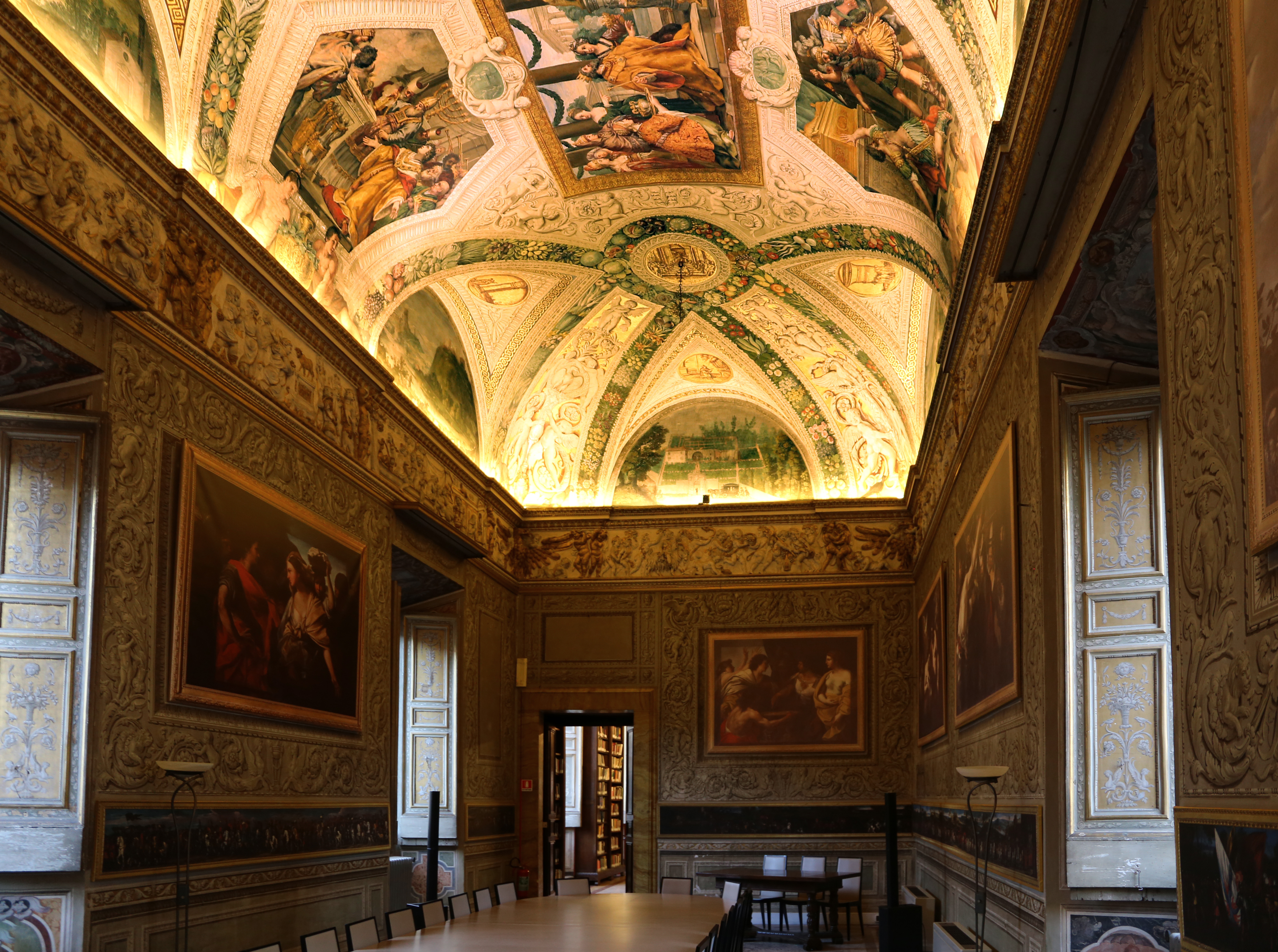
Галерея дворца
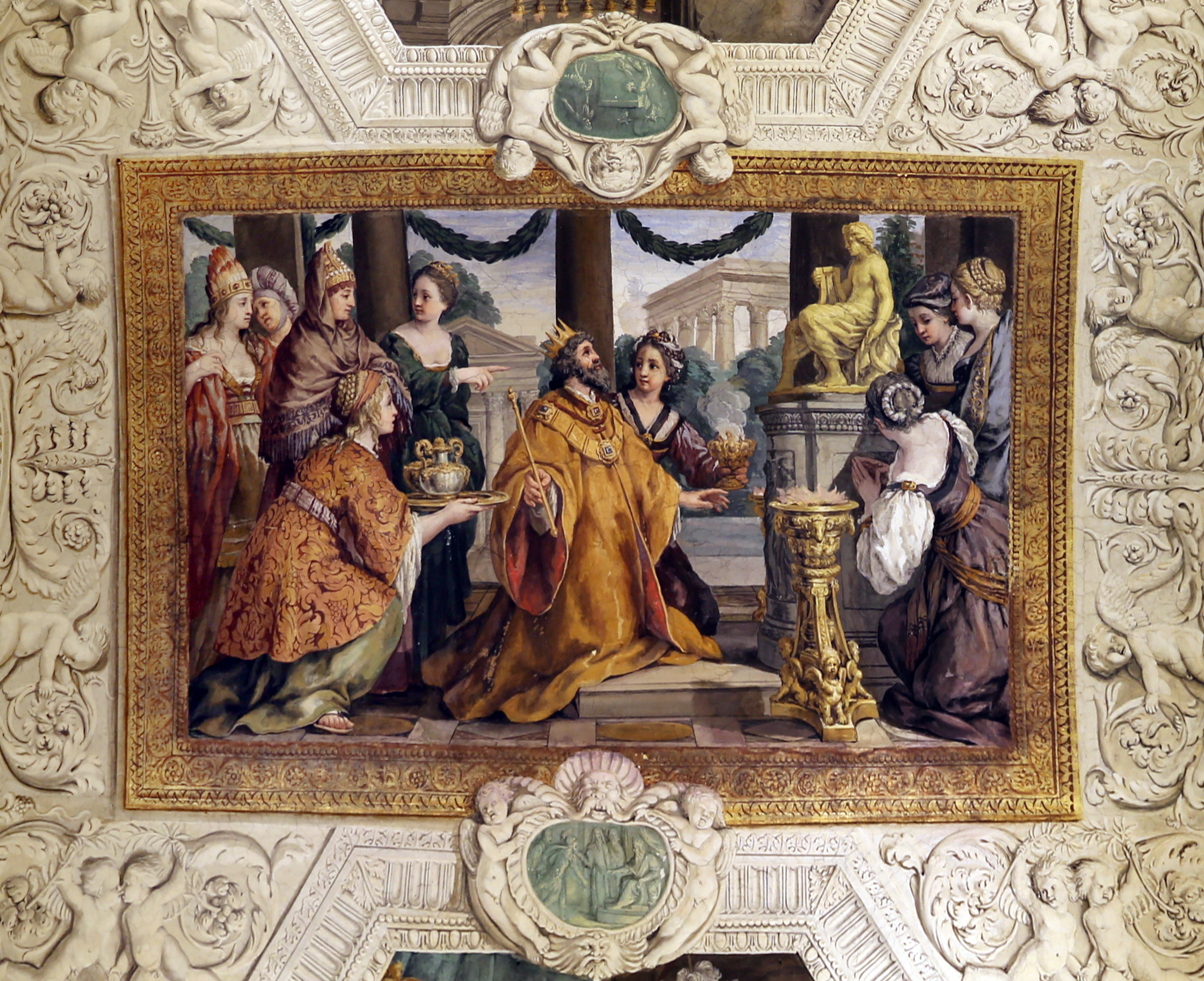
Пьетро да Кортона. Соломон и царица Савская. Роспись плафона галереи. 1615—1620